# Wilhelm Liwanec
Willi Liwanec (* 28. Jänner 1915 in Wien; † 16. Juni 1968 ebenda) war ein österreichischer Politiker (SPÖ) und Zentralsekretär. Er war von 1954 bis 1966 Abgeordneter zum Wiener Landtag und Gemeinderat und von 1966 bis 1968 Abgeordneter zum Österreichischen Nationalrat.
Liwanec besuchte nach der Volksschule ein Realgymnasium und war danach im elterlichen Betrieb tätig. Er wurde in der Folge Bezirkssekretär der SPÖ und war danach als Sekretär des Klubs der Sozialistischen Gemeinderäte Wiens beschäftigt. Politisch engagierte sich Liwanec zunächst als Bezirksrat, danach war er vom 17. Dezember 1954 bis zum 30. März 1966 als Mitglied bzw. Abgeordneter des Wiener Landtags und Gemeinderats. Zudem war er Zentralsekretär der SPÖ und auf kulturellem Gebiet wie den Wiener Festwochen und der Konzerthausgesellschaft tätig. Er vertrat die SPÖ zudem vom 30. März 1966 bis zu seinem Ableben im Nationalrat.
Nach seinem Tod wurde Liwanec auf dem Meidlinger Friedhof begraben. Der Willi-Liwanec-Hof, ein Gemeindebau in der Minciostraße im 15. Wiener Gemeindebezirk, ist nach ihm benannt.